# Amadana
amadana（アマダナ）は、日本のデザイン家電ブランド及びその会社名。amadana株式会社（amadana corp.）が展開している。
2024年7月3日、台湾Acer傘下のAOpenが株式を取得し子会社化したことを発表した。

## 命名
ブランド名のamadana（アマダナ）は、「日本の家電を東京から再び世界ブランドへ」の思いを込めて、2003年に東京で生まれた家電ブランドで、ブランド名の由来は江戸時代の日本橋に存在した漆職人の町「尼店（あまだな）」に由来する。かつて江戸時代に日本を訪れた西洋人が、初めて漆器を手にし日本らしい「伝統技術」と「伝統美」、つまりデザインとテクノロジーが融合した日本的プロダクトとして敬意を表してjapanと呼び、現代でも世界的に漆器がjapanと呼ばれる。amadana（アマダナ）という名称の発案者は、コピーライターの前田知巳。創業者が20世紀の日本を代表する産業だったエレクトロニクスを再び21世紀に世界に誇れる「japan」にしたいと思い採用された。

## デザイン
会社創業時より2010年6月17日発売の携帯電話・N-07B迄の全商品を、鄭秀和が代表を務めるインテンショナリーズがデザインを行なう。グラフィックデザインに関しては同時期まで、タイクーングラフィックスが務める。2010年6月以降の商品に関しては全てリアルフリートのインハウスのデザインとなる。

## amadanaケータイ・amadanaスマートフォン

### FOMA N705i・N706iII
2008年2月1日にNTTドコモ、NEC（現・NECカシオモバイルコミュニケーションズ）とのコラボレーションで「amadanaケータイ」FOMA N705iを発売。2007年11月1日に発表し、12月1日よりシリアルナンバー入りで、木目のパーツを用いた限定5000台のプレミアムモデルをamadanaのサイト上で予約販売を開始。白ロムでネット販売のみという国内初の試みながら46時間で完売するという記録を打ち立てた。
またドコモショップで販売されたモデルはamadana black,amadana white,ultimate orangeの3色であったが、ドコモ九州では2月23日、ドコモ東海では2月26日、ドコモ関西では3月1日に限定色であるsakuraを発売。同年8月30日には同モデルを継続しN706iIIという型番で発売。展開された色はultimate sky,polish white,polish blackの3色であった。
N705i、N706iIIの2機種のサウンドクリエイションは、デザインを担当した鄭秀和の実兄であるテイ・トウワが担当し、着信音、効果音などのすべてを書き下ろした。更には着うたフル用にテイ・トウワが書き下ろした曲名も「N705i」と機種名と同じであり、NECが展開したTVCMの挿入曲としても採用された。
2008年4月にはamadanaケータイ発売を記念し、北九州に拠点を置く航空会社「STARFLYER」とのタイアップキャンペーンを実施。携帯の機種名「N705i」amadana便として、羽田-北九州間を運行しキャンペーン期間中に搭乗者の中から抽選で世界にたった一つだけのamadanaとSTARFLYERのコラボレーションケータイが当たるという企画も行われた。

### N-04A
2008年11月には「amadanaケータイ」第2弾としてN-04Aが発表され、翌2009年1月23日から発売された。前機種同様に、amadana black,amadana whiteの他にultimate pinkが新色として追加されている。またbluetoothイヤホンを同梱したspecial packageとしてamadana brownも発売される。
この機種のデザインより、スライド式を採用。前年にスライド式を唯一採用していた三菱電機が携帯電話事業から撤退し市場でスライド式が無くなった為に採用したとされている。
サウンドクリエイションは坂本龍一、細野晴臣、高橋幸宏の「HASYMO」が担当。スライドの開け閉め音から効果音、着信音まですべて担当している。また、NECの広告には玉木宏を起用していた為、N-04Aから玉木宏をTVCMに採用しており、CMの挿入曲にはN-04Aの着うたフル用に「HASYMO」が書き下ろした「Good Morning, Good Night」が採用されている。

### N-07B
2010年6月17日には第3弾としてN-07Bを発売している。前機種のN-04A同様にスライド式を採用しているが、大容量バッテリーの訴求によりデザイン的には前機種と比較し若干大き目になっている。
色展開は、amadana black,amadana white,amadana brownの他にamadana goldが新色として追加される。またamadana brownにはUSBメモリー、レザーケース、スペシャルリアカバーが同梱されていた。
またこの機種より、「amadana CHANNEL」というコンテンツサービスを開始、Taku Takahashi（m-flo）、MEG、jazztronikといったトップクリエーターのオリジナル着信音の配信も開始している。

### MEDIAS WP N-06C
2011年6月24日には第4弾として初のスマートフォンであるMEDIAS WP（N-06C）を発売。ただしその中の「amadana Brown」のみがコラボモデルになる。amadana Brownにはレザーケースとイヤホンが同梱される。またamadana初の音楽配信サービス「delivery DJ」を開始する。

## テレビ番組
- 日経スペシャル ガイアの夜明け 日はまた昇る～逆境に挑む不屈の技術魂～（2009年5月19日、テレビ東京）[6] - 新しきモノ作りの挑戦を取材。